# NHL Entry Draft 1981
Der NHL Entry Draft 1981 fand am 10. Juni 1981 im Forum de Montréal in Montréal in der kanadischen Provinz Québec statt. Bei der 19. Auflage des NHL Entry Draft wählten die Teams der National Hockey League (NHL) in elf Runden insgesamt 211 Spieler aus. Als First Overall Draft Pick wurde der kanadische Center Dale Hawerchuk von den Winnipeg Jets berücksichtigt. Auf den Positionen zwei und drei folgten Doug Smith für die Los Angeles Kings und Bobby Carpenter für die Washington Capitals. Die Reihenfolge des Drafts ergab sich aus der umgekehrten Abschlusstabelle der abgelaufenen Spielzeit 1980/81.
Der Entry Draft 1981 war von einer gegenüber dem Vorjahr deutlich erhöhten Anzahl von Spielern aus Europa geprägt, darunter nach 1978 mit Dieter Hegen und Uli Hiemer auch wieder zwei Deutsche. Zudem wurden deutlich mehr Akteure aus den unteren kanadischen Juniorenligen und dem High-School-Bereich berücksichtigt, während die Verpflichtungen aus dem College-Bereich um knapp die Hälfte zurückgingen. Unterdessen wurde Grant Fuhr zum ersten in der ersten Runde gewählten schwarzen Spieler der NHL-Historie, der später ebenso in die Hockey Hall of Fame gewählt werden sollte wie Dale Hawerchuk, Ron Francis, Al MacInnis, Chris Chelios und Mike Vernon. Weitere namhafte Akteure dieses Jahrgangs sind James Patrick, Tony Tanti, John Vanbiesbrouck, Bruce Driver und Gaétan Duchesne.

## Special Czechoslovakian Entry Draft
Im Vorfeld des Entry Draft hatte bereits am 28. Mai ein spezieller Draft für Spieler aus der Tschechoslowakei stattgefunden. Hierbei wurden für den Fall, dass ihnen ein Wechsel nach Nordamerika gestattet würde, die Rechte an vier Spielern vergeben. Diese waren Ivan Hlinka (gewählt von den Winnipeg Jets), Bohuslav Ebermann (Detroit Red Wings), Jiří Bubla (Colorado Rockies) und Vladimír Martinec (Hartford Whalers).
Nachdem Hlinka einen Wechsel nach Winnipeg verweigerte, da er dort nicht als einziger Tschechoslowake spielen wollte, unterzeichnete er gemeinsam mit Bubla einen Vertrag bei den Vancouver Canucks. Dies führte zu einem Disput zwischen den beiden Franchises. Während NHL-Präsident John Ziegler die geschlossenen Verträge legitimierte, drohte Alan Eagleson als Vorsitzender der National Hockey League Players’ Association, der Spielergewerkschaft, mit Gegenmaßnahmen. Die beiden Spieler kündigten in der Folge an, wieder in Europa zu spielen, falls ihre Verträge nicht anerkannt würden, woraufhin sich die Teams auf einen Ausgleich einigten. Vancouver gab Brent Ashton und ein Viertrunden-Wahlrecht im NHL Entry Draft 1982 an Winnipeg ab, die ihrerseits Lucien DeBlois und ein Draftrecht in der dritten Runde desselben Jahres nach Colorado schickten.

## Draftergebnis

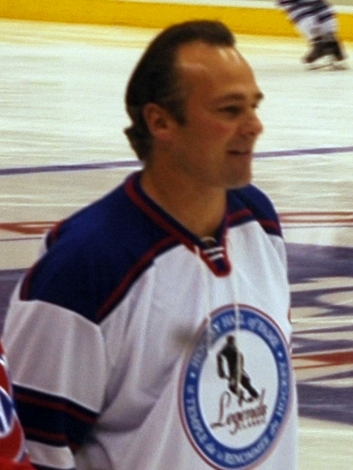
Dale Hawerchuk, gewählt an Position 1

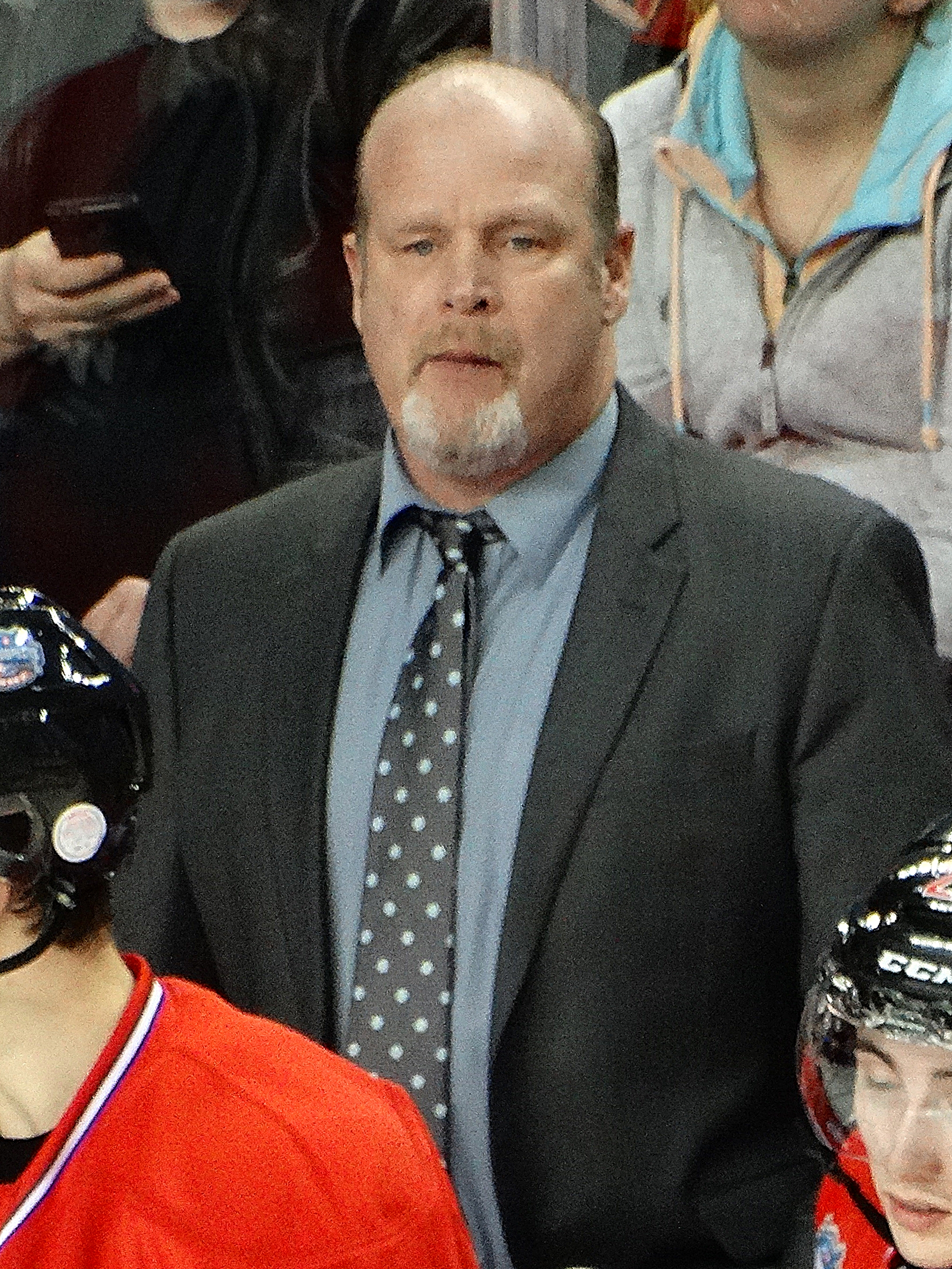
Mark Hunter, gewählt an Position 7

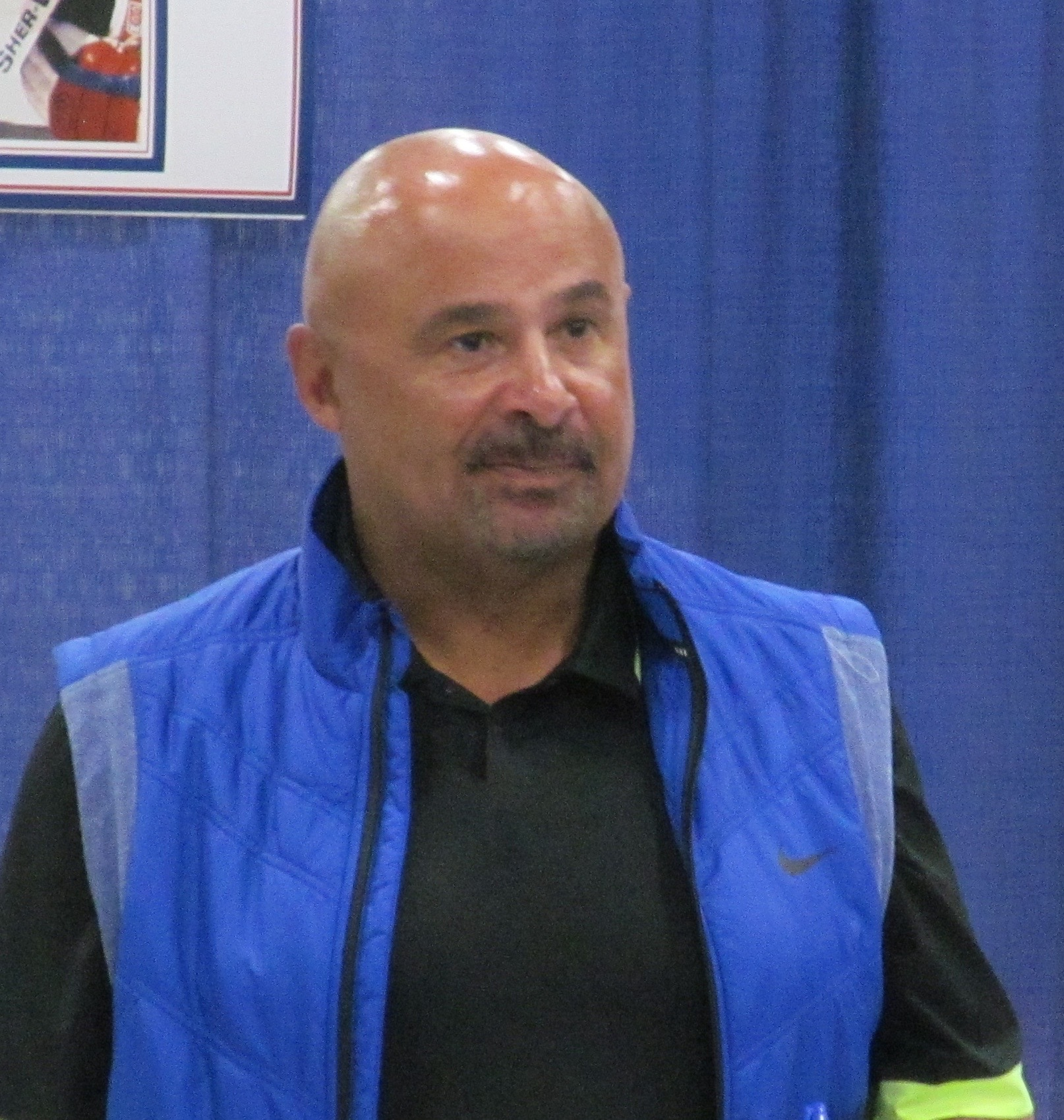
Grant Fuhr, gewählt an Position 8

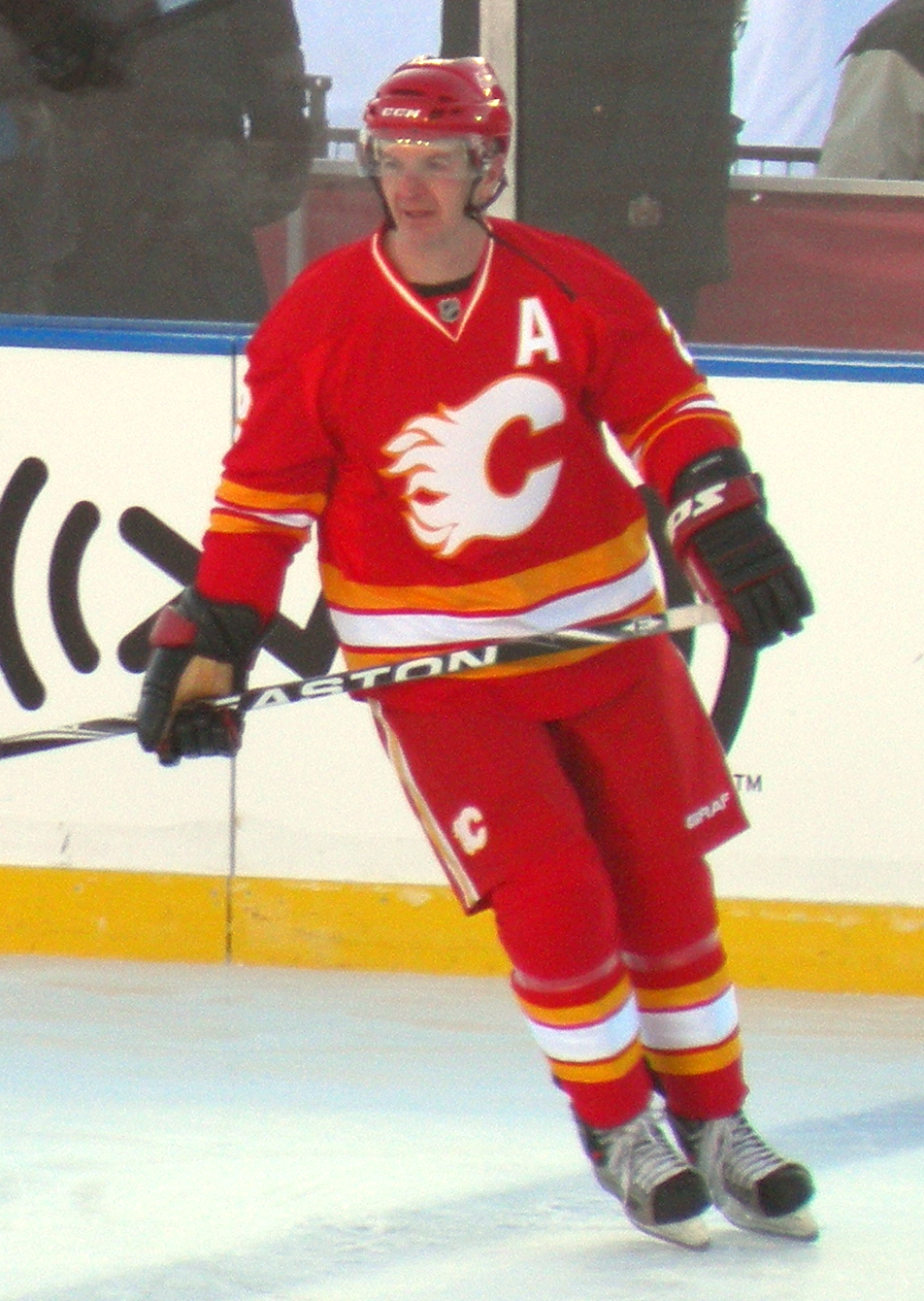
Al MacInnis, gewählt an Position 15

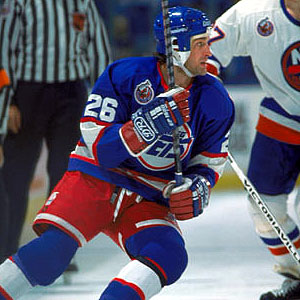
Dean Kennedy, gewählt an Position 39

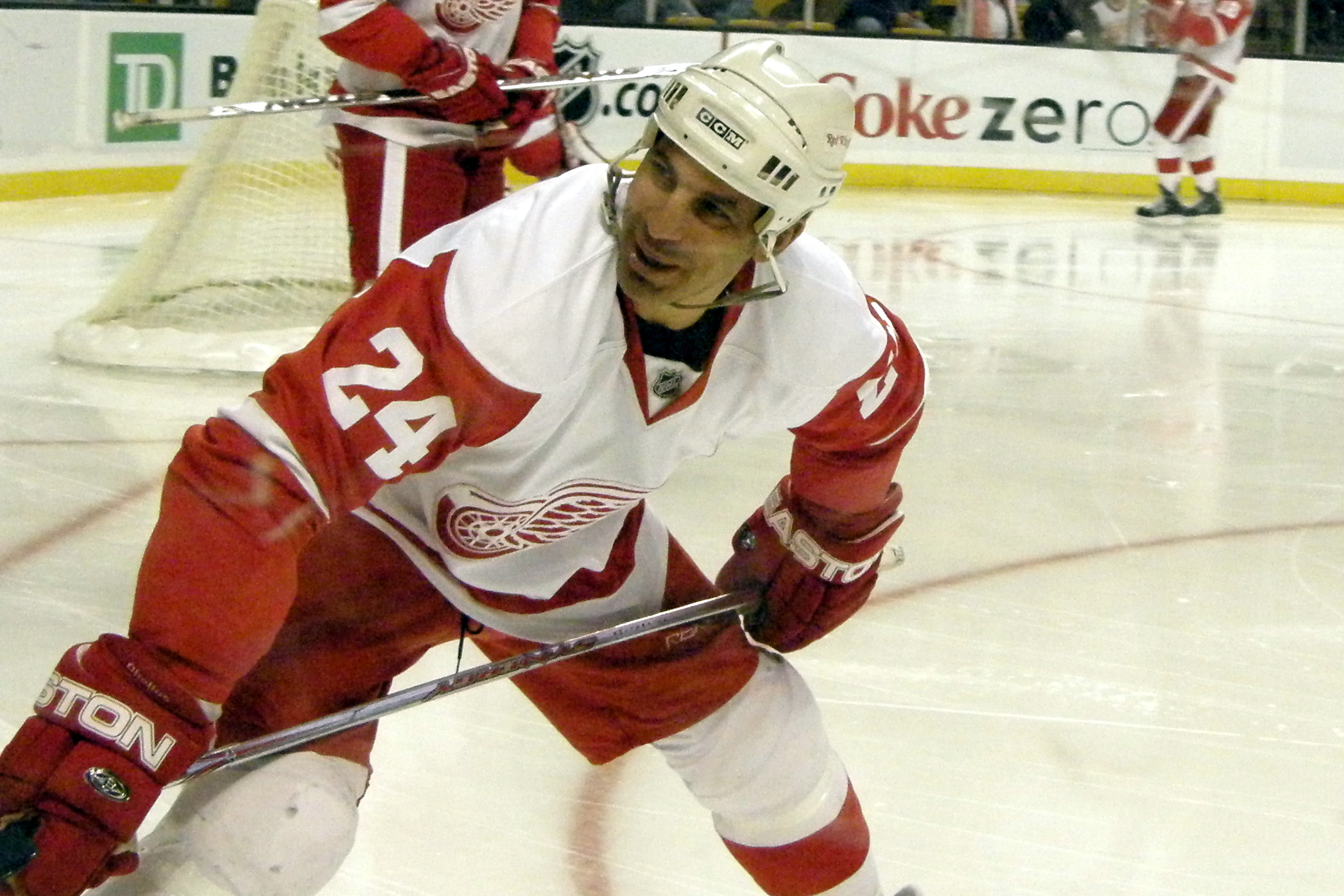
Chris Chelios, gewählt an Position 40

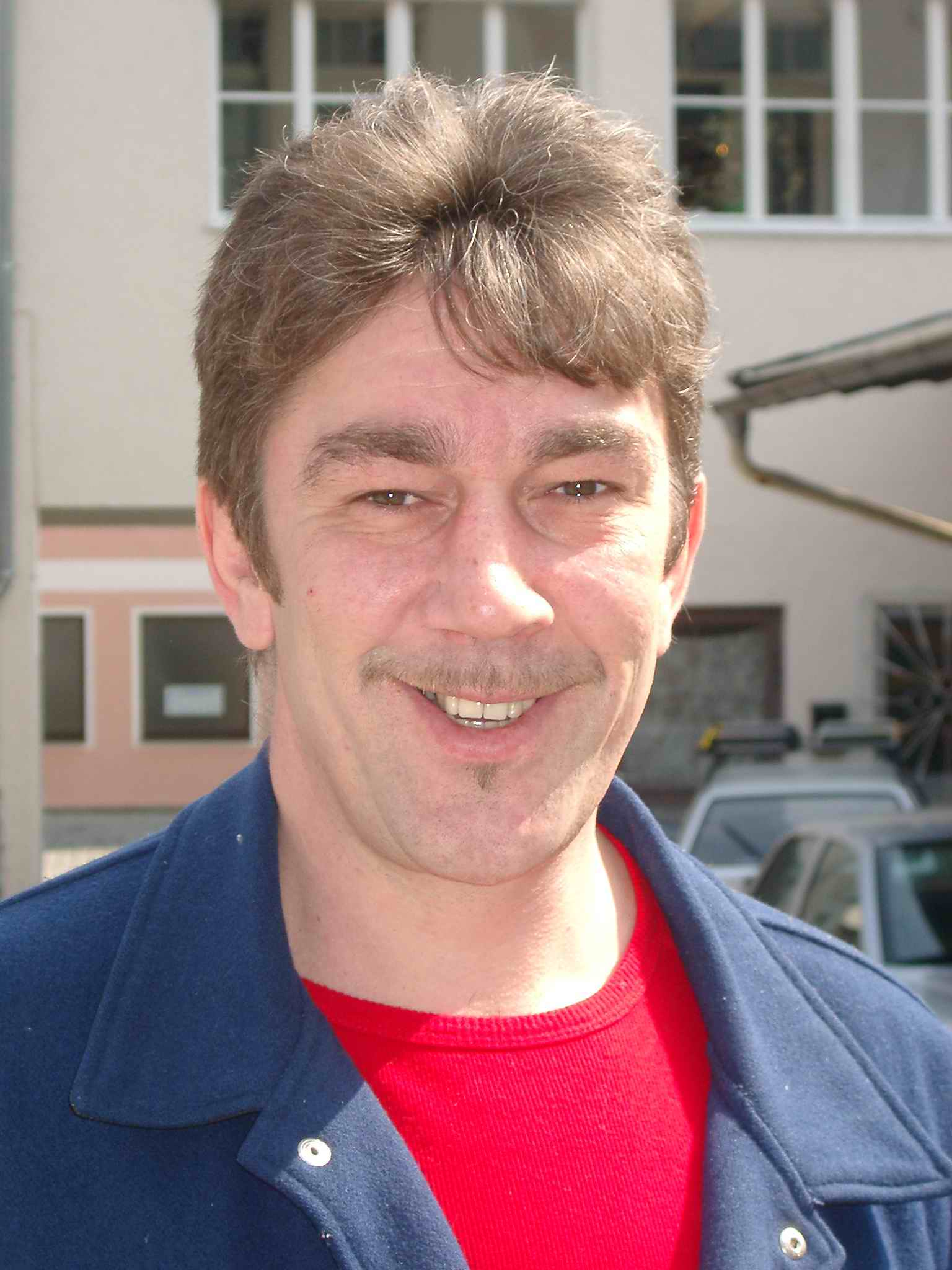
Dieter Hegen, gewählt an Position 46

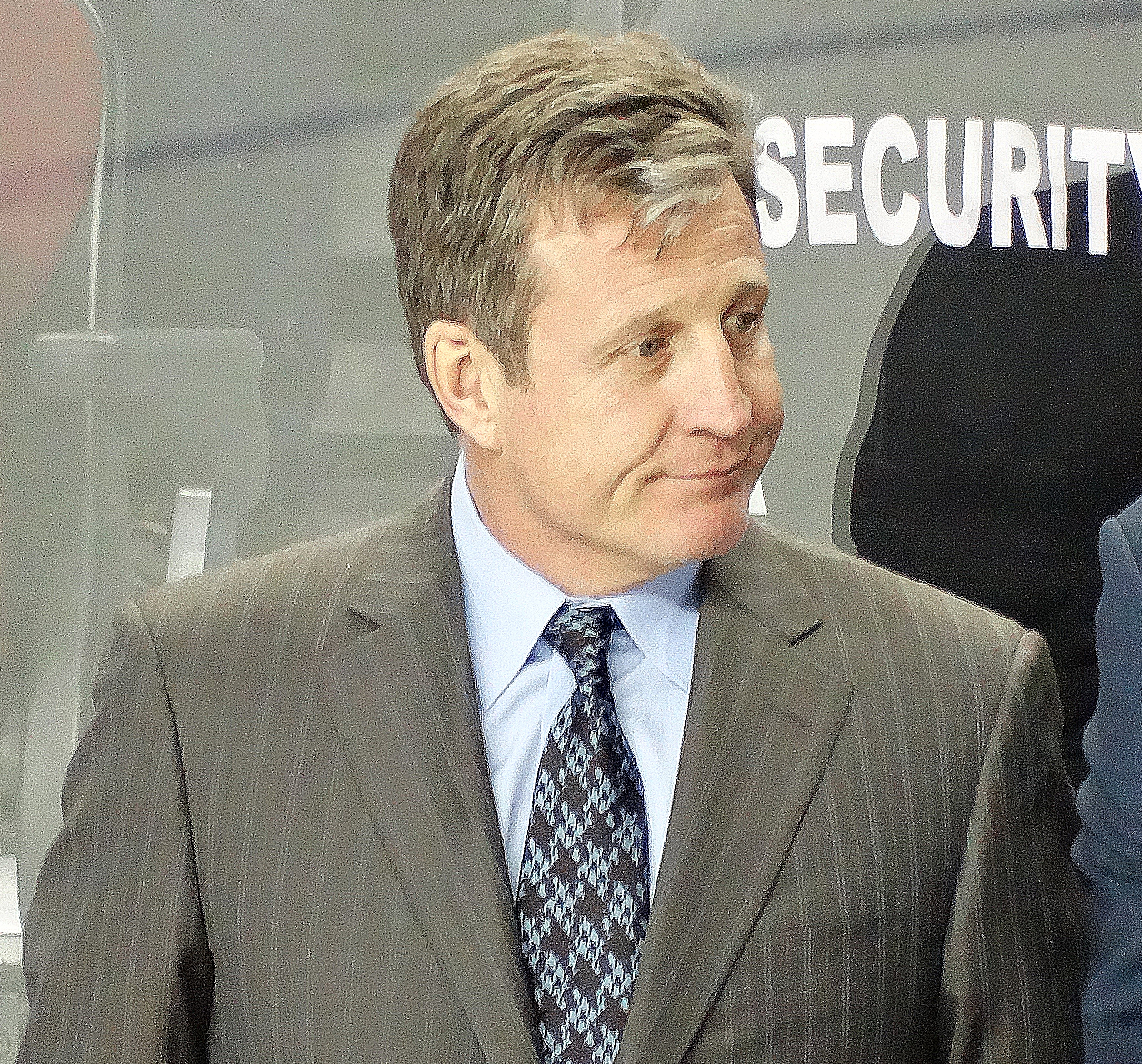
Mike Vernon, gewählt an Position 56

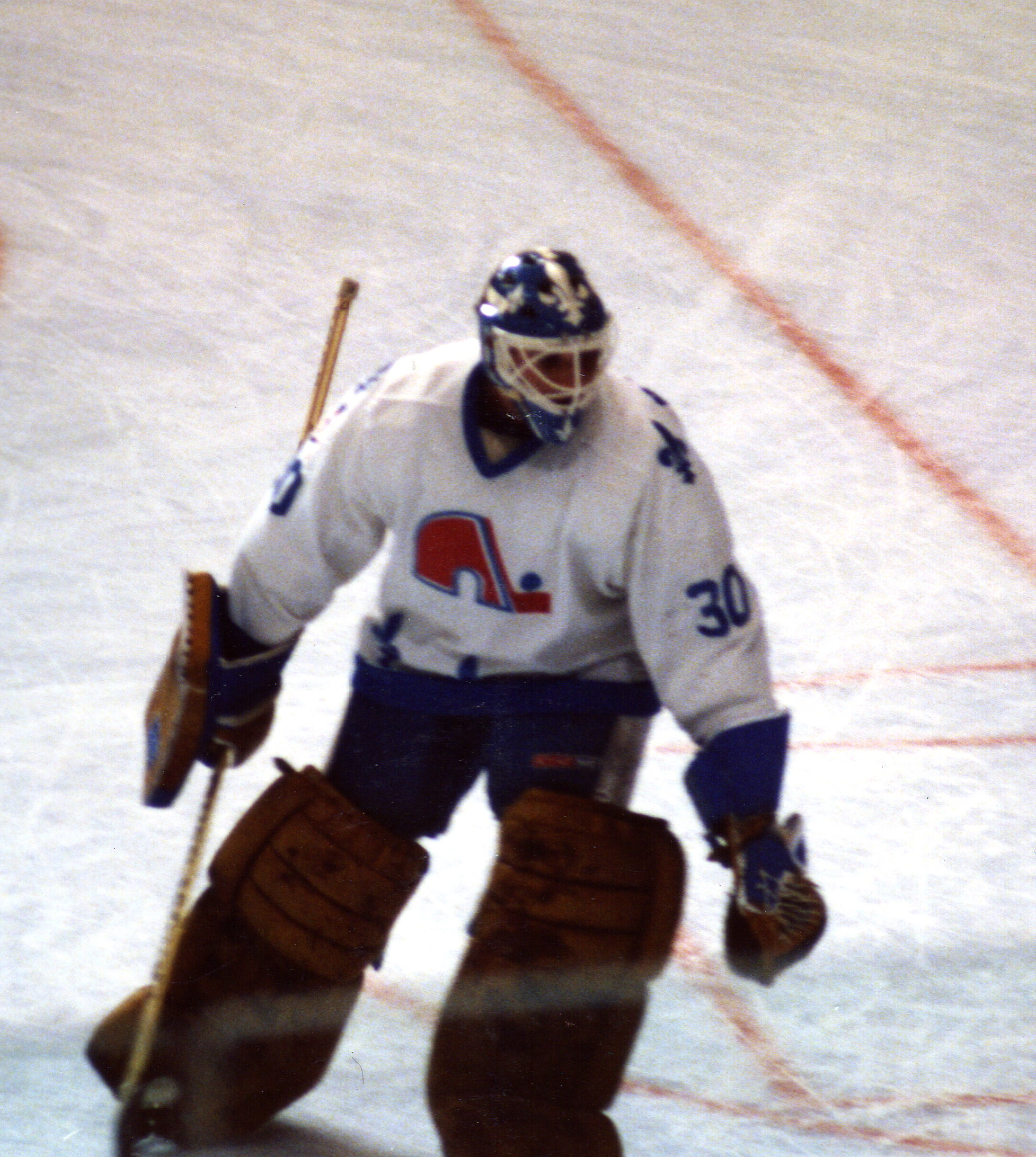
Clint Malarchuk, gewählt an Position 74

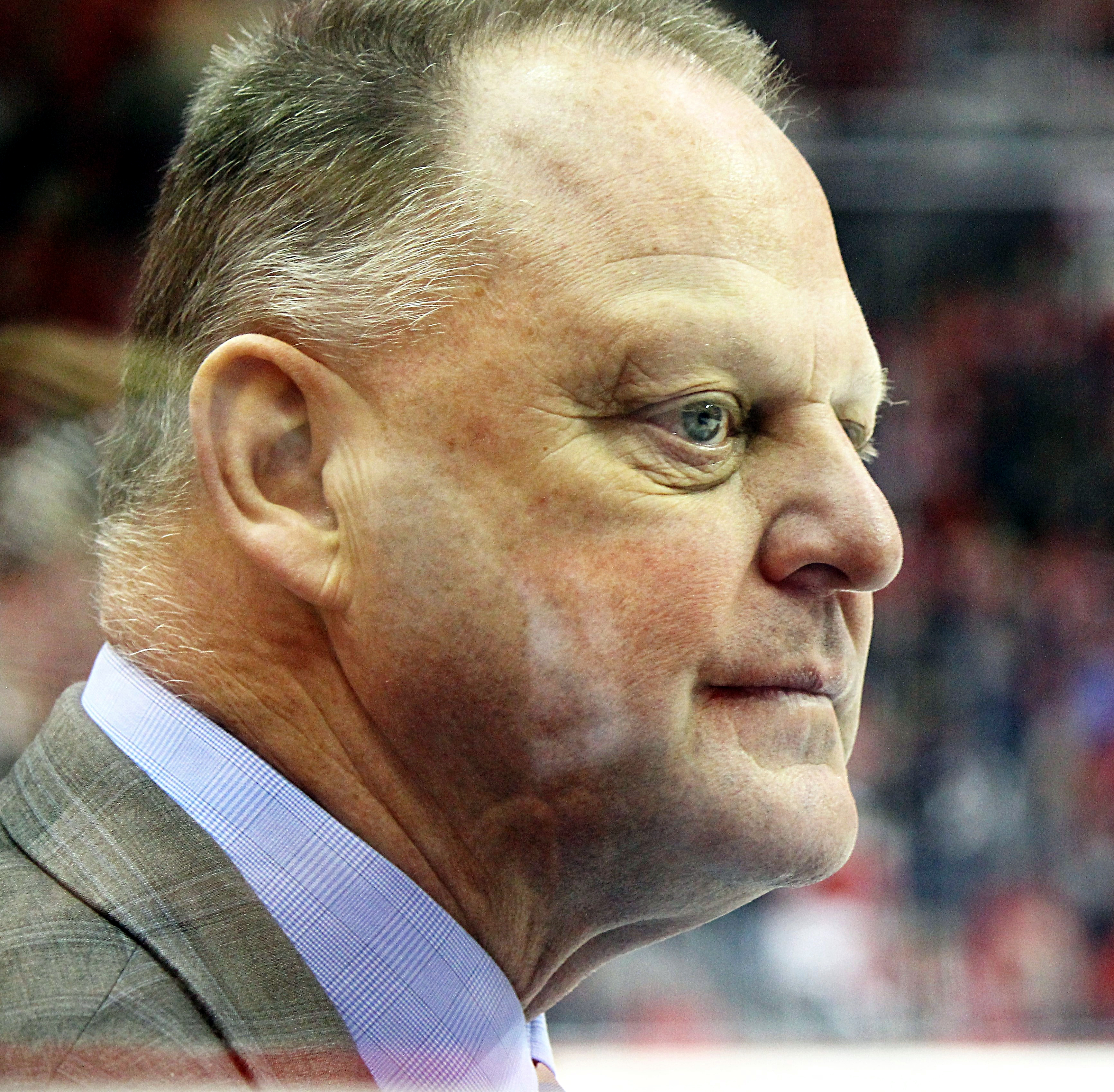
Gerard Gallant, gewählt an Position 107

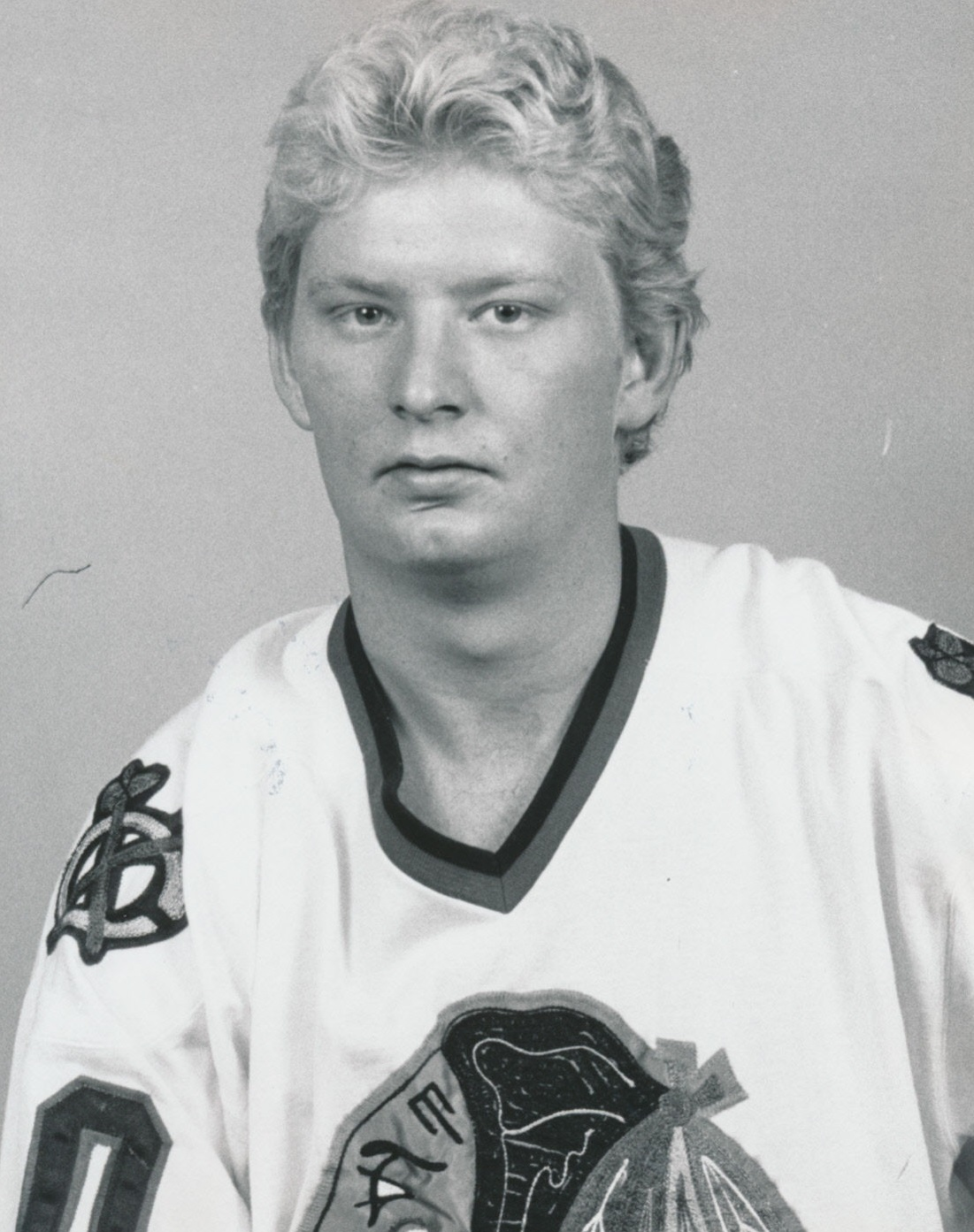
Jeff Larmer, gewählt an Position 129

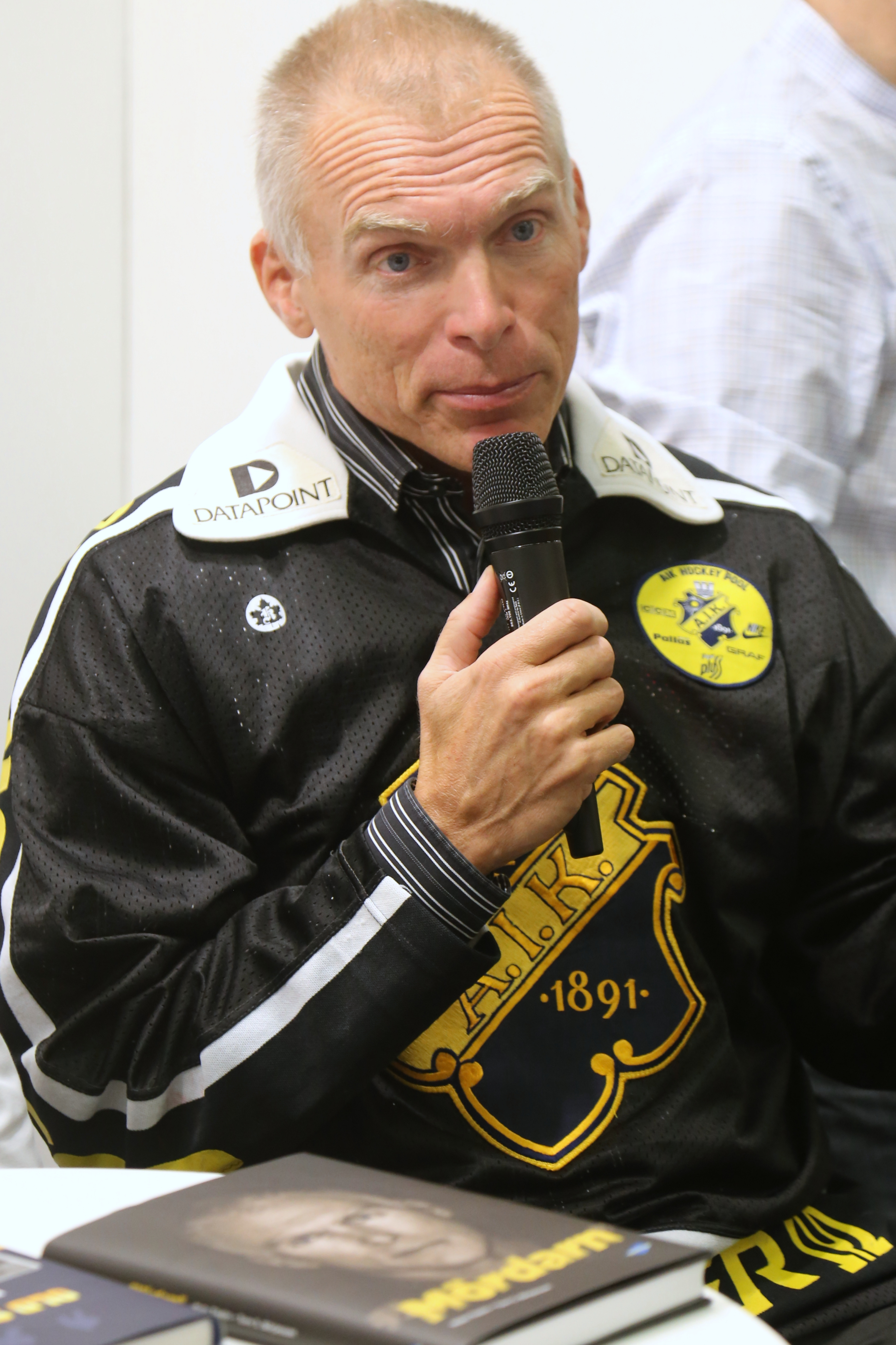
Mats Thelin, gewählt an Position 140

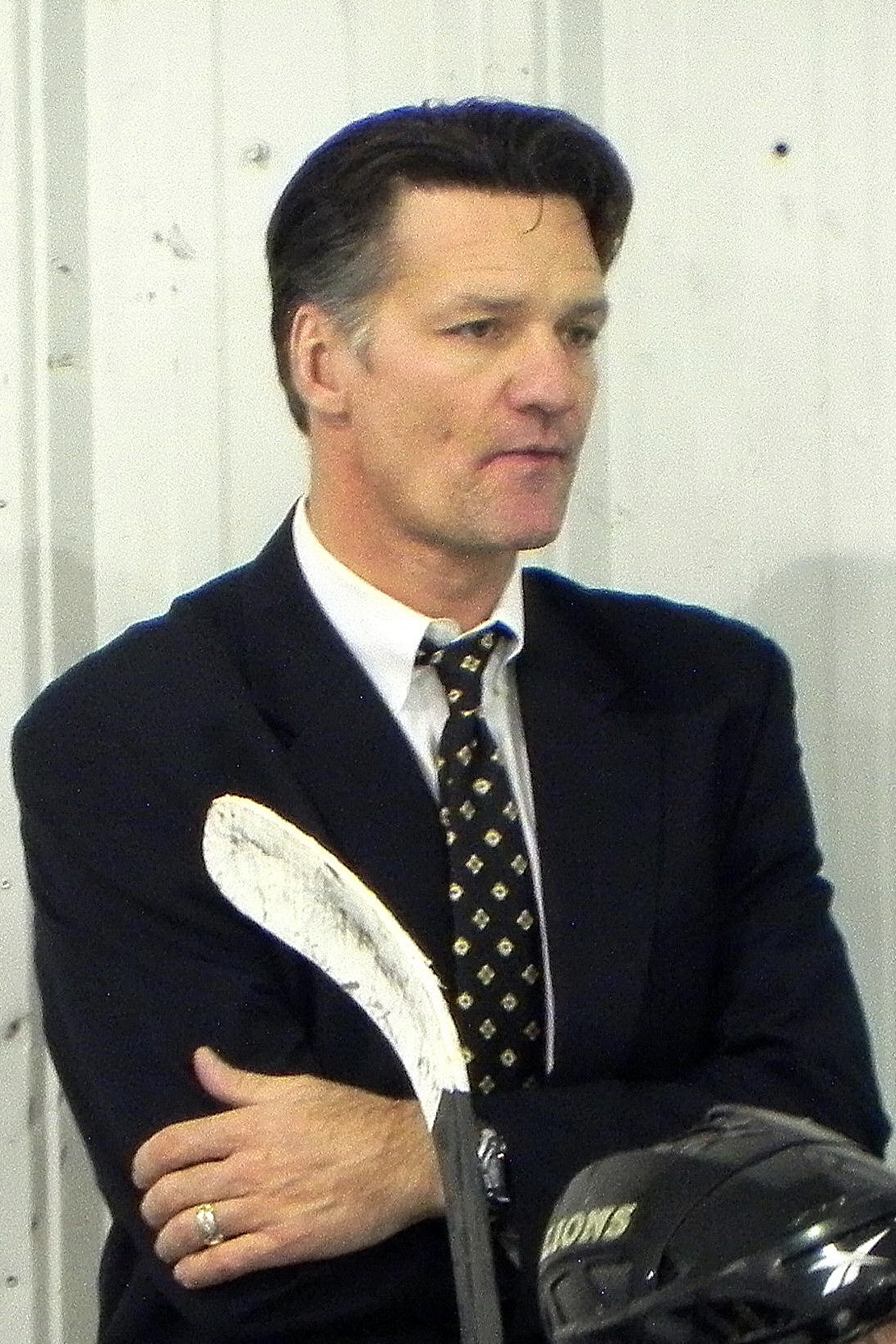
Rick Zombo, gewählt an Position 149

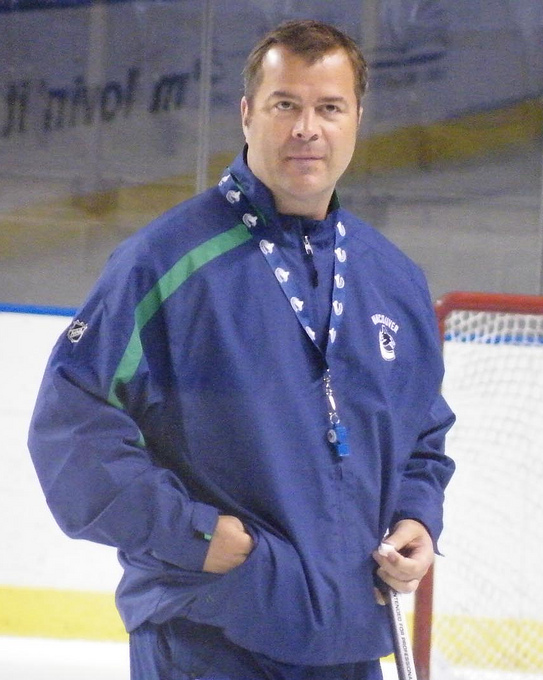
Alain Vigneault, gewählt an Position 167

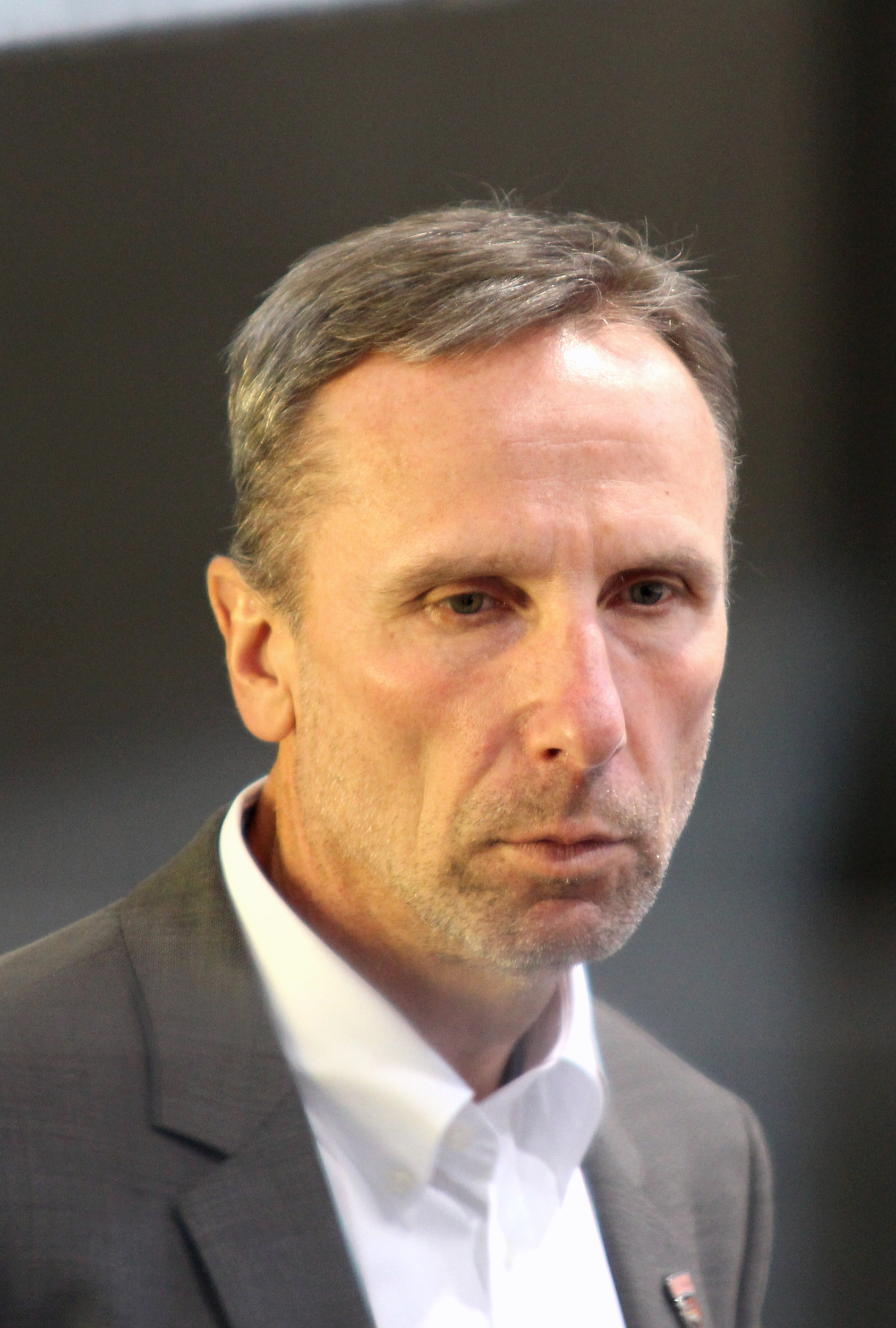
Miloslav Hořava, gewählt an Position 176

| Inhaltsverzeichnis Runde 1 \| Runde 2 \| Runde 3 \| Runde 4 \| Runde 5 \| Runde 6 \| Runde 7 \| Runde 8 \| Runde 9 \| Runde 10 \| Runde 11 |

Abkürzungen:
Position mit C = Center, LW = linker Flügel, RW = rechter Flügel, D = Verteidiger, G = Torwart
Farblegende:
 = Spieler, die in die Hockey Hall of Fame aufgenommen wurden

### Runde 1
| #   | Spieler          | Nationalität       | Position | NHL-Team                                        | College-/Junioren-/Profi-Team     |
| --- | ---------------- | ------------------ | -------- | ----------------------------------------------- | --------------------------------- |
| 1.  | Dale Hawerchuk   | Kanada             | C        | Winnipeg Jets                                   | Cornwall Royals (LHJMQ)           |
| 2.  | Doug Smith       | Kanada             | C        | Los Angeles Kings (von Detroit Red Wings)       | Ottawa 67’s (OHL)                 |
| 3.  | Bobby Carpenter  | Vereinigte Staaten | C        | Washington Capitals (von Colorado Rockies)      | St. John’s Prep (US High School)  |
| 4.  | Ron Francis      | Kanada             | C        | Hartford Whalers                                | Sault Ste. Marie Greyhounds (OHL) |
| 5.  | Joe Cirella      | Kanada             | D        | Colorado Rockies (von Washington Capitals)      | Oshawa Generals (OHL)             |
| 6.  | Jim Benning      | Kanada             | D        | Toronto Maple Leafs                             | Portland Winter Hawks (WHL)       |
| 7.  | Mark Hunter      | Kanada             | RW       | Canadiens de Montréal (von Pittsburgh Penguins) | Brantford Alexanders (OHL)        |
| 8.  | Grant Fuhr       | Kanada             | G        | Edmonton Oilers                                 | Victoria Cougars (WHL)            |
| 9.  | James Patrick    | Kanada             | D        | New York Rangers                                | Prince Albert Saints (SJHL)       |
| 10. | Garth Butcher    | Kanada             | D        | Vancouver Canucks                               | Regina Pats (WHL)                 |
| 11. | Randy Moller     | Kanada             | D        | Nordiques de Québec                             | Lethbridge Broncos (WHL)          |
| 12. | Tony Tanti       | Kanada             | LW       | Chicago Black Hawks                             | Oshawa Generals (OHL)             |
| 13. | Ron Meighan      | Kanada             | D        | Minnesota North Stars                           | Niagara Falls Flyers (OHL)        |
| 14. | Normand Léveillé | Kanada             | LW       | Boston Bruins                                   | Saguenéens de Chicoutimi (LHJMQ)  |
| 15. | Al MacInnis      | Kanada             | D        | Calgary Flames                                  | Kitchener Rangers (OHL)           |
| 16. | Steve Smith      | Kanada             | D        | Philadelphia Flyers                             | Sault Ste. Marie Greyhounds (OHL) |
| 17. | Jiří Dudáček     | Tschechoslowakei   | RW       | Buffalo Sabres                                  | TJ Poldi SONP Kladno (1. Liga)    |
| 18. | Gilbert Delorme  | Kanada             | D        | Canadiens de Montréal (von Los Angeles Kings)   | Saguenéens de Chicoutimi (LHJMQ)  |
| 19. | Jan Ingman       | Schweden           | LW       | Canadiens de Montréal                           | Färjestad BK (Elitserien)         |
| 20. | Marty Ruff       | Kanada             | D        | St. Louis Blues                                 | Lethbridge Broncos (WHL)          |
| 21. | Paul Boutilier   | Kanada             | D        | New York Islanders                              | Castors de Sherbrooke (LHJMQ)     |

### Runde 2
| #   | Spieler         | Nationalität       | Position | NHL-Team                                        | College-/Junioren-/Profi-Team       |
| --- | --------------- | ------------------ | -------- | ----------------------------------------------- | ----------------------------------- |
| 22. | Scott Arniel    | Kanada             | LW       | Winnipeg Jets                                   | Cornwall Royals (LHJMQ)             |
| 23. | Claude Loiselle | Kanada             | C        | Detroit Red Wings                               | Windsor Spitfires (OHL)             |
| 24. | Gary Yaremchuk  | Kanada             | C        | Toronto Maple Leafs (von Colorado Rockies)      | Portland Winter Hawks (WHL)         |
| 25. | Kevin Griffin   | Kanada             | LW       | Chicago Black Hawks (von Hartford Whalers)      | Portland Winter Hawks (WHL)         |
| 26. | Rich Chernomaz  | Kanada             | RW       | Colorado Rockies (von Washington Capitals)      | Victoria Cougars (WHL)              |
| 27. | Dave Donnelly   | Kanada             | C        | Minnesota North Stars (von Toronto Maple Leafs) | St. Albert Saints (AJHL)            |
| 28. | Steve Gatzos    | Kanada             | RW       | Pittsburgh Penguins                             | Sault Ste. Marie Greyhounds (OHL)   |
| 29. | Todd Strueby    | Kanada             | LW       | Edmonton Oilers                                 | Regina Pats (WHL)                   |
| 30. | Jan Erixon      | Schweden           | LW       | New York Rangers                                | Skellefteå AIK (Elitserien)         |
| 31. | Mike Sands      | Kanada             | G        | Minnesota North Stars (von Vancouver Canucks)   | Sudbury Wolves (OHL)                |
| 32. | Lars Eriksson   | Schweden           | G        | Canadiens de Montréal (von Nordiques de Québec) | Brynäs IF (Elitserien)              |
| 33. | Tom Hirsch      | Vereinigte Staaten | D        | Minnesota North Stars (von Chicago Black Hawks) | Patrick Henry High (US High School) |
| 34. | Dave Preuss     | Vereinigte Staaten | RW       | Minnesota North Stars                           | St. Thomas Academy (US High School) |
| 35. | Luc Dufour      | Kanada             | LW       | Boston Bruins                                   | Saguenéens de Chicoutimi (LHJMQ)    |
| 36. | Håkan Nordin    | Schweden           | D        | St. Louis Blues (von Calgary Flames)            | Färjestad BK (Elitserien)           |
| 37. | Rich Costello   | Vereinigte Staaten | C        | Philadelphia Flyers                             | Natick High (US High School)        |
| 38. | Hannu Virta     | Finnland           | D        | Buffalo Sabres                                  | TPS Turku (SM-liiga)                |
| 39. | Dean Kennedy    | Kanada             | D        | Los Angeles Kings                               | Brandon Wheat Kings (WHL)           |
| 40. | Chris Chelios   | Vereinigte Staaten | D        | Canadiens de Montréal                           | Moose Jaw Canucks (SJHL)            |
| 41. | Jali Wahlsten   | Finnland           | C        | Minnesota North Stars (von St. Louis Blues)     | TPS Turku (SM-liiga)                |
| 42. | Gord Dineen     | Kanada             | D        | New York Islanders                              | Sault Ste. Marie Greyhounds (OHL)   |

### Runde 3
| #   | Spieler            | Nationalität   | Position | NHL-Team                                        | College-/Junioren-/Profi-Team     |
| --- | ------------------ | -------------- | -------- | ----------------------------------------------- | --------------------------------- |
| 43. | Jyrki Seppä        | Finnland       | D        | Winnipeg Jets                                   | Ilves Tampere (SM-liiga)          |
| 44. | Corrado Micalef    | Kanada         | G        | Detroit Red Wings                               | Castors de Sherbrooke (LHJMQ)     |
| 45. | Eric Calder        | Kanada         | D        | Washington Capitals (von Colorado Rockies)      | Cornwall Royals (LHJMQ)           |
| 46. | Dieter Hegen       | Deutschland BR | LW       | Canadiens de Montréal (von Hartford Whalers)    | ESV Kaufbeuren (Bundesliga)       |
| 47. | Barry Tabobondung  | Kanada         | LW       | Philadelphia Flyers (von Washington Capitals)   | Oshawa Generals (OHL)             |
| 48. | Uli Hiemer         | Deutschland BR | D        | Colorado Rockies (von Toronto Maple Leafs)      | EV Füssen (Bundesliga)            |
| 49. | Tom Thornbury      | Kanada         | D        | Pittsburgh Penguins                             | Niagara Falls Flyers (OHL)        |
| 50. | Peter Sundström    | Schweden       | LW       | New York Rangers (von Edmonton Oilers)          | IF Björklöven (Elitserien)        |
| 51. | Mark Morrison      | Kanada         | C        | New York Rangers                                | Victoria Cougars (WHL)            |
| 52. | Jean-Marc Lanthier | Kanada         | RW       | Vancouver Canucks                               | Éperviers de Sorel (LHJMQ)        |
| 53. | Jean-Marc Gaulin   | Kanada         | RW       | Nordiques de Québec                             | Éperviers de Sorel (LHJMQ)        |
| 54. | Darrell Anholt     | Kanada         | D        | Chicago Black Hawks                             | Calgary Wranglers (WHL)           |
| 55. | Ernie Godden       | Kanada         | C        | Toronto Maple Leafs (von Minnesota North Stars) | Windsor Spitfires (OHL)           |
| 56. | Mike Vernon        | Kanada         | G        | Calgary Flames (von Boston Bruins)              | Calgary Wranglers (WHL)           |
| 57. | Ron Handy          | Kanada         | LW       | New York Islanders (von Calgary Flames)         | Sault Ste. Marie Greyhounds (OHL) |
| 58. | Ken Strong         | Kanada         | LW       | Philadelphia Flyers                             | Peterborough Petes (OHL)          |
| 59. | Jim Aldred         | Kanada         | LW       | Buffalo Sabres                                  | Kingston Canadians (OHL)          |
| 60. | Colin Chisholm     | Kanada         | D        | Buffalo Sabres (von Los Angeles Kings)          | Calgary Wranglers (WHL)           |
| 61. | Paul MacDermid     | Kanada         | RW       | Hartford Whalers (von Canadiens de Montréal)    | Windsor Spitfires (OHL)           |
| 62. | Gord Donnelly      | Kanada         | D        | St. Louis Blues                                 | Castors de Sherbrooke (LHJMQ)     |
| 63. | Neal Coulter       | Kanada         | RW       | New York Islanders                              | Toronto Marlboros (OHL)           |

### Runde 4
| #   | Spieler            | Nationalität       | Position | NHL-Team                                        | College-/Junioren-/Profi-Team           |
| --- | ------------------ | ------------------ | -------- | ----------------------------------------------- | --------------------------------------- |
| 64. | Kirk McCaskill     | Kanada             | C        | Winnipeg Jets                                   | University of Vermont (NCAA)            |
| 65. | Dave Michayluk     | Kanada             | RW       | Philadelphia Flyers (von Detroit Red Wings)     | Regina Pats (WHL)                       |
| 66. | Gus Greco          | Kanada             | C        | Colorado Rockies                                | Windsor Spitfires (OHL)                 |
| 67. | Mike Hoffman       | Kanada             | LW       | Hartford Whalers                                | Brantford Alexanders (OHL)              |
| 68. | Tony Kellin        | Vereinigte Staaten | D        | Washington Capitals                             | Grand Rapids High (US High School)      |
| 69. | Terry Tait         | Kanada             | LW       | Minnesota North Stars (von Toronto Maple Leafs) | Sault Ste. Marie Greyhounds (OHL)       |
| 70. | Norm Schmidt       | Kanada             | D        | Pittsburgh Penguins                             | Oshawa Generals (OHL)                   |
| 71. | Paul Houck         | Kanada             | RW       | Edmonton Oilers                                 | Kelowna Buckaroos (BCJHL)               |
| 72. | John Vanbiesbrouck | Vereinigte Staaten | G        | New York Rangers                                | Sault Ste. Marie Greyhounds (OHL)       |
| 73. | Wendell Young      | Kanada             | G        | Vancouver Canucks                               | Kitchener Rangers (OHL)                 |
| 74. | Clint Malarchuk    | Kanada             | G        | Nordiques de Québec                             | Portland Winter Hawks (WHL)             |
| 75. | Perry Pelensky     | Kanada             | RW       | Chicago Black Hawks                             | Portland Winter Hawks (WHL)             |
| 76. | Jim Malwitz        | Vereinigte Staaten | C        | Minnesota North Stars                           | Grand Rapids High (US High School)      |
| 77. | Scott McLellan     | Kanada             | RW       | Boston Bruins                                   | Niagara Falls Flyers (OHL)              |
| 78. | Peter Madach       | Schweden           | C        | Calgary Flames                                  | HV71 (Division 1)                       |
| 79. | Ken Latta          | Kanada             | RW       | Philadelphia Flyers                             | Sault Ste. Marie Greyhounds (OHL)       |
| 80. | Jeff Eatough       | Kanada             | RW       | Buffalo Sabres                                  | Cornwall Royals (LHJMQ)                 |
| 81. | Marty Dallman      | Kanada             | C        | Los Angeles Kings                               | Rensselaer Polytechnic Institute (NCAA) |
| 82. | Kjell Dahlin       | Schweden           | RW       | Canadiens de Montréal                           | Timrå IK (Division 1)                   |
| 83. | Anders Wikberg     | Schweden           | LW       | Buffalo Sabres (von St. Louis Blues)            | Timrå IK (Division 1)                   |
| 84. | Todd Lumbard       | Kanada             | G        | New York Islanders                              | Brandon Wheat Kings (WHL)               |

### Runde 5
| #    | Spieler            | Nationalität       | Position | NHL-Team                                      | College-/Junioren-/Profi-Team          |
| ---- | ------------------ | ------------------ | -------- | --------------------------------------------- | -------------------------------------- |
| 85.  | Marc Behrend       | Vereinigte Staaten | G        | Winnipeg Jets                                 | University of Wisconsin–Madison (NCAA) |
| 86.  | Larry Trader       | Kanada             | D        | Detroit Red Wings                             | London Knights (OHL)                   |
| 87.  | Doug Speck         | Kanada             | D        | Colorado Rockies                              | Peterborough Petes (OHL)               |
| 88.  | Steve Rooney       | Vereinigte Staaten | LW       | Canadiens de Montréal (von Hartford Whalers)  | Canton High (US High School)           |
| 89.  | Mike Siltala       | Kanada             | RW       | Washington Capitals                           | Kingston Canadians (OHL)               |
| 90.  | Normand Lefrançois | Kanada             | LW       | Toronto Maple Leafs                           | Draveurs de Trois-Rivières (LHJMQ)     |
| 91.  | Peter Sidorkiewicz | Kanada             | G        | Washington Capitals (von Pittsburgh Penguins) | Oshawa Generals (OHL)                  |
| 92.  | Phil Drouillard    | Kanada             | LW       | Edmonton Oilers                               | Niagara Falls Flyers (OHL)             |
| 93.  | Bill Maguire       | Kanada             | D        | Hartford Whalers (von New York Rangers)       | Niagara Falls Flyers (OHL)             |
| 94.  | Jacques Sylvestre  | Kanada             | C        | New York Islanders (von Vancouver Canucks)    | Éperviers de Sorel (LHJMQ)             |
| 95.  | Ed Lee             | Vereinigte Staaten | RW       | Nordiques de Québec                           | Princeton University (NCAA)            |
| 96.  | Doug Chessell      | Kanada             | G        | Chicago Black Hawks                           | London Knights (OHL)                   |
| 97.  | Kelly Hubbard      | Kanada             | D        | Minnesota North Stars                         | Portland Winter Hawks (WHL)            |
| 98.  | Joe Mantione       | Kanada             | G        | Boston Bruins                                 | Cornwall Royals (LHJMQ)                |
| 99.  | Mario Simioni      | Kanada             | RW       | Calgary Flames                                | Toronto Marlboros (OHL)                |
| 100. | Justin Hanley      | Kanada             | C        | Philadelphia Flyers                           | Kingston Canadians (OHL)               |
| 101. | Mauri Eivola       | Finnland           | C        | Buffalo Sabres                                | TPS Turku (SM-liiga)                   |
| 102. | Barry Brigley      | Kanada             | C        | Toronto Maple Leafs (von Los Angeles Kings)   | Calgary Wranglers (WHL)                |
| 103. | Dan Bourbonnais    | Kanada             | LW       | Hartford Whalers (von Canadiens de Montréal)  | Calgary Wranglers (WHL)                |
| 104. | Mike Hickey        | Kanada             | C        | St. Louis Blues                               | Sudbury Wolves (OHL)                   |
| 105. | Moe Lemay          | Kanada             | LW       | Vancouver Canucks (von New York Islanders)    | Ottawa 67’s (OHL)                      |

### Runde 6
| #    | Spieler          | Nationalität       | Position | NHL-Team                                   | College-/Junioren-/Profi-Team                |
| ---- | ---------------- | ------------------ | -------- | ------------------------------------------ | -------------------------------------------- |
| 106. | Bob O’Connor     | Vereinigte Staaten | G        | Winnipeg Jets                              | Boston College (NCAA)                        |
| 107. | Gerard Gallant   | Kanada             | LW       | Detroit Red Wings                          | Castors de Sherbrooke (LHJMQ)                |
| 108. | Bruce Driver     | Kanada             | D        | Colorado Rockies                           | University of Wisconsin–Madison (NCAA)       |
| 109. | Paul Edwards     | Kanada             | D        | Pittsburgh Penguins (von Hartford Whalers) | Oshawa Generals (OHL)                        |
| 110. | Jim McGeough     | Kanada             | C        | Washington Capitals                        | Billings Bighorns (WHL)                      |
| 111. | Steve Smith      | Kanada             | D        | Edmonton Oilers (von Toronto Maple Leafs)  | London Knights (OHL)                         |
| 112. | Rod Buskas       | Kanada             | D        | Pittsburgh Penguins                        | Medicine Hat Tigers (WHL)                    |
| 113. | Marc Habscheid   | Kanada             | C        | Edmonton Oilers                            | Saskatoon Blades (WHL)                       |
| 114. | Eric Magnuson    | Vereinigte Staaten | C        | New York Rangers                           | Rensselaer Polytechnic Institute (NCAA)      |
| 115. | Stu Kulak        | Kanada             | RW       | Vancouver Canucks                          | Victoria Cougars (WHL)                       |
| 116. | Mike Eagles      | Kanada             | LW       | Nordiques de Québec                        | Kitchener Rangers (OHL)                      |
| 117. | Bill Schafhauser | Vereinigte Staaten | D        | Chicago Black Hawks                        | Northern Michigan University (NCAA)          |
| 118. | Paul Guay        | Vereinigte Staaten | RW       | Minnesota North Stars                      | Mount Saint Charles Academy (US High School) |
| 119. | Bruce Milton     | Vereinigte Staaten | D        | Boston Bruins                              | Boston University (NCAA)                     |
| 120. | Todd Hooey       | Kanada             | RW       | Calgary Flames                             | Windsor Spitfires (OHL)                      |
| 121. | Andre Villeneuve | Kanada             | D        | Philadelphia Flyers                        | Saguenéens de Chicoutimi (LHJMQ)             |
| 122. | Ali Butorac      | Kanada             | D        | Buffalo Sabres                             | Ottawa 67’s (OHL)                            |
| 123. | Brad Thompson    | Kanada             | D        | Los Angeles Kings                          | London Knights (OHL)                         |
| 124. | Tom Anastos      | Vereinigte Staaten | C        | Canadiens de Montréal                      | Paddock Pool Saints (GLJHL)                  |
| 125. | Peter Åslin      | Schweden           | G        | St. Louis Blues                            | AIK Solna (Elitserien)                       |
| 126. | Chuck Brimmer    | Kanada             | C        | New York Islanders                         | Kingston Canadians (OHL)                     |

### Runde 7
| #    | Spieler         | Nationalität       | Position | NHL-Team                                      | College-/Junioren-/Profi-Team         |
| ---- | --------------- | ------------------ | -------- | --------------------------------------------- | ------------------------------------- |
| 127. | Petter Nilsson  | Schweden           | C        | Winnipeg Jets                                 | Hammarby IF (Division 1)              |
| 128. | Greg Stefan     | Kanada             | G        | Detroit Red Wings                             | Oshawa Generals (OHL)                 |
| 129. | Jeff Larmer     | Kanada             | LW       | Colorado Rockies                              | Kitchener Rangers (OHL)               |
| 130. | John Mokosak    | Kanada             | D        | Hartford Whalers                              | Victoria Cougars (WHL)                |
| 131. | Risto Jalo      | Finnland           | C        | Washington Capitals                           | Ilves Tampere (SM-liiga)              |
| 132. | Andrew Wright   | Kanada             | D        | Toronto Maple Leafs                           | Peterborough Petes (OHL)              |
| 133. | Geoff Wilson    | Kanada             | RW       | Pittsburgh Penguins                           | Winnipeg Warriors (WHL)               |
| 134. | Craig Hurley    | Kanada             | D        | Los Angeles Kings (von Edmonton Oilers)       | Saskatoon Blades (WHL)                |
| 135. | Mike Guentzel   | Vereinigte Staaten | D        | New York Rangers                              | Greenway High (US High School)        |
| 136. | Bruce Holloway  | Kanada             | D        | Vancouver Canucks                             | Regina Pats (WHL)                     |
| 137. | Vladimír Svitek | Tschechoslowakei   | RW       | Philadelphia Flyers (von Nordiques de Québec) | VSŽ Košice (1. Liga)                  |
| 138. | Marc Centrone   | Kanada             | C        | Chicago Black Hawks                           | Lethbridge Broncos (WHL)              |
| 139. | Jim Archibald   | Kanada             | RW       | Minnesota North Stars                         | Moose Jaw Canucks (SJHL)              |
| 140. | Mats Thelin     | Schweden           | D        | Boston Bruins                                 | AIK Solna (Elitserien)                |
| 141. | Rick Heppner    | Vereinigte Staaten | D        | Calgary Flames                                | Mount View High (US High School)      |
| 142. | Gil Hudon       | Kanada             | G        | Philadelphia Flyers                           | Prince Albert Saints (SJHL)           |
| 143. | Heikki Leime    | Finnland           | D        | Buffalo Sabres                                | TPS Turku (SM-liiga)                  |
| 144. | Peter Sawkins   | Vereinigte Staaten | D        | Los Angeles Kings                             | St. Paul Academy (US High School)     |
| 145. | Tom Kurvers     | Vereinigte Staaten | D        | Canadiens de Montréal                         | University of Minnesota Duluth (NCAA) |
| 146. | Erik Holmberg   | Schweden           | C        | St. Louis Blues                               | Södertälje SK (Elitserien)            |
| 147. | Teppo Virta     | Finnland           | RW       | New York Islanders                            | TPS Turku (SM-liiga)                  |

### Runde 8
| #    | Spieler         | Nationalität       | Position | NHL-Team              | College-/Junioren-/Profi-Team               |
| ---- | --------------- | ------------------ | -------- | --------------------- | ------------------------------------------- |
| 148. | Dan McFall      | Vereinigte Staaten | D        | Winnipeg Jets         | Buffalo Jr. Sabres (GLJHL)                  |
| 149. | Rick Zombo      | Vereinigte Staaten | D        | Detroit Red Wings     | Austin Mavericks (USHL)                     |
| 150. | Tony Arima      | Finnland           | LW       | Colorado Rockies      | Jokerit Helsinki (SM-liiga)                 |
| 151. | Denis Dore      | Kanada             | RW       | Hartford Whalers      | Saguenéens de Chicoutimi (LHJMQ)            |
| 152. | Gaétan Duchesne | Kanada             | LW       | Washington Capitals   | Remparts de Québec (LHJMQ)                  |
| 153. | Richard Turmel  | Kanada             | D        | Toronto Maple Leafs   | Cataractes de Shawinigan (LHJMQ)            |
| 154. | Mitch Lamoureux | Kanada             | C        | Pittsburgh Penguins   | Oshawa Generals (OHL)                       |
| 155. | Mike Sturgeon   | Kanada             | D        | Edmonton Oilers       | Kelowna Buckaroos (BCJHL)                   |
| 156. | Ari Lähteenmäki | Finnland           | RW       | New York Rangers      | HIFK Helsinki (SM-liiga)                    |
| 157. | Petri Skriko    | Finnland           | LW       | Vancouver Canucks     | SaiPa Lappeenranta (SM-liiga)               |
| 158. | André Côté      | Kanada             | RW       | Nordiques de Québec   | Remparts de Québec (LHJMQ)                  |
| 159. | Johan Mellström | Schweden           | LW       | Chicago Black Hawks   | Falu IF (Division 1)                        |
| 160. | Kari Kanervo    | Finnland           | C        | Minnesota North Stars | TPS Turku (SM-liiga)                        |
| 161. | Armel Parisée   | Kanada             | D        | Boston Bruins         | Saguenéens de Chicoutimi (LHJMQ)            |
| 162. | Dale DeGray     | Kanada             | D        | Calgary Flames        | Oshawa Generals (OHL)                       |
| 163. | Steve Taylor    | Vereinigte Staaten | LW       | Philadelphia Flyers   | Providence College (NCAA)                   |
| 164. | Gaetano Orlando | Kanada             | C        | Buffalo Sabres        | Providence College (NCAA)                   |
| 165. | Dan Brennan     | Kanada             | LW       | Los Angeles Kings     | University of North Dakota (NCAA)           |
| 166. | Paul Gess       | Vereinigte Staaten | LW       | Canadiens de Montréal | Bloomington Jefferson High (US High School) |
| 167. | Alain Vigneault | Kanada             | D        | St. Louis Blues       | Draveurs de Trois-Rivières (LHJMQ)          |
| 168. | Bill Dowd       | Kanada             | D        | New York Islanders    | Ottawa 67’s (OHL)                           |

### Runde 9
| #    | Spieler           | Nationalität       | Position | NHL-Team              | College-/Junioren-/Profi-Team               |
| ---- | ----------------- | ------------------ | -------- | --------------------- | ------------------------------------------- |
| 169. | Greg Dick         | Vereinigte Staaten | G        | Winnipeg Jets         | Saint Mary’s University of Minnesota (NCAA) |
| 170. | Don LeBlanc       | Kanada             | LW       | Detroit Red Wings     | Toronto Marlboros (OHL)                     |
| 171. | Tim Army          | Vereinigte Staaten | C        | Colorado Rockies      | Providence College (NCAA)                   |
| 172. | Jeff Poeschl      | Vereinigte Staaten | G        | Hartford Whalers      | Northern Michigan University (NCAA)         |
| 173. | George White      | Vereinigte Staaten | LW       | Washington Capitals   | University of New Hampshire (NCAA)          |
| 174. | Greg Barber       | Kanada             | D        | Toronto Maple Leafs   | Victoria Cougars (WHL)                      |
| 175. | Dean DeFazio      | Kanada             | LW       | Pittsburgh Penguins   | Brantford Alexanders (OHL)                  |
| 176. | Miloslav Hořava   | Tschechoslowakei   | D        | Edmonton Oilers       | TJ Poldi SONP Kladno (1. Liga)              |
| 177. | Paul Reifenberger | Vereinigte Staaten | LW       | New York Rangers      | Anoka High (US High School)                 |
| 178. | Frank Caprice     | Kanada             | G        | Vancouver Canucks     | London Knights (OHL)                        |
| 179. | Marc Brisebois    | Kanada             | RW       | Nordiques de Québec   | Éperviers de Sorel (LHJMQ)                  |
| 180. | John Benns        | Kanada             | LW       | Chicago Black Hawks   | Billings Bighorns (WHL)                     |
| 181. | Scott Bjugstad    | Vereinigte Staaten | C        | Minnesota North Stars | University of Minnesota (NCAA)              |
| 182. | Don Sylvestri     | Kanada             | G        | Boston Bruins         | Clarkson University (NCAA)                  |
| 183. | George Boudreau   | Vereinigte Staaten | D        | Calgary Flames        | Matignon High (US High School)              |
| 184. | Len Hachborn      | Kanada             | C        | Philadelphia Flyers   | Brantford Alexanders (OHL)                  |
| 185. | Venci Sebek       | Vereinigte Staaten | D        | Buffalo Sabres        | Niagara Falls Flyers (OHL)                  |
| 186. | Al Tuer           | Kanada             | D        | Los Angeles Kings     | Regina Pats (WHL)                           |
| 187. | Scott Ferguson    | Vereinigte Staaten | D        | Canadiens de Montréal | Edina West High (US High School)            |
| 188. | Dan Wood          | Kanada             | RW       | St. Louis Blues       | Kingston Canadians (OHL)                    |
| 189. | Scott MacLellan   | Kanada             | D        | New York Islanders    | Burlington Cougars (CJBHL)                  |

### Runde 10
| #    | Spieler         | Nationalität       | Position | NHL-Team              | College-/Junioren-/Profi-Team           |
| ---- | --------------- | ------------------ | -------- | --------------------- | --------------------------------------- |
| 190. | Vladimír Kadlec | Tschechoslowakei   | D        | Winnipeg Jets         | TJ Vítkovice (1. Liga)                  |
| 191. | Robert Nordmark | Schweden           | D        | Detroit Red Wings     | Västra Frölunda (Elitserien)            |
| 192. | John Johannson  | Vereinigte Staaten | C        | Colorado Rockies      | University of Wisconsin–Madison (NCAA)  |
| 193. | Larry Power     | Kanada             | C        | Hartford Whalers      | Kitchener Ranger B’s (MWJHL)            |
| 194. | Chris Valentine | Kanada             | C        | Washington Capitals   | Éperviers de Sorel (LHJMQ)              |
| 195. | Marc Magnan     | Kanada             | LW       | Toronto Maple Leafs   | Lethbridge Broncos (WHL)                |
| 196. | Dave Hannan     | Kanada             | LW       | Pittsburgh Penguins   | Brantford Alexanders (OHL)              |
| 197. | Gordon Sherven  | Kanada             | C        | Edmonton Oilers       | Weyburn Red Wings (SJHL)                |
| 198. | Mario Proulx    | Kanada             | G        | New York Rangers      | Providence College (NCAA)               |
| 199. | Réjean Vignola  | Kanada             | C        | Vancouver Canucks     | Cataractes de Shawinigan (LHJMQ)        |
| 200. | Kari Takko      | Finnland           | G        | Nordiques de Québec   | Ässät Pori (SM-liiga)                   |
| 201. | Sylvain Roy     | Kanada             | D        | Chicago Black Hawks   | Olympiques de Hull (LHJMQ)              |
| 202. | Steve Kudebeh   | Vereinigte Staaten | G        | Minnesota North Stars | Minneapolis Breck High (US High School) |
| 203. | Richard Bourque | Kanada             | LW       | Boston Bruins         | Castors de Sherbrooke (LHJMQ)           |
| 204. | Bruce Eakin     | Kanada             | C        | Calgary Flames        | Saskatoon Blades (WHL)                  |
| 205. | Steve Tsujiura  | Kanada             | C        | Philadelphia Flyers   | Medicine Hat Tigers (WHL)               |
| 206. | Warren Harper   | Kanada             | RW       | Buffalo Sabres        | Prince Albert Saints (SJHL)             |
| 207. | Jeff Baikie     | Kanada             | LW       | Los Angeles Kings     | Cornell University (NCAA)               |
| 208. | Dan Burrows     | Kanada             | G        | Canadiens de Montréal | Belleville Bulls (OHL)                  |
| 209. | Richard Zemlak  | Kanada             | RW       | St. Louis Blues       | Spokane Flyers (WHL)                    |
| 210. | Dave Randerson  | Kanada             | RW       | New York Islanders    | Stratford Cullitons (MWJHL)             |

### Runde 11
| #         | Spieler     | Nationalität       | Position | NHL-Team      | College-/Junioren-/Profi-Team  |
| --------- | ----------- | ------------------ | -------- | ------------- | ------------------------------ |
| 211. Anm. | Dave Kirwin | Vereinigte Staaten | D        | Winnipeg Jets | Irondale High (US High School) |

## Statistik
| Rang | Nationalität       | Anzahl |
| ---- | ------------------ | ------ |
|      | Nordamerika        | 179    |
| 1.   | Kanada             | 142    |
| 2.   | Vereinigte Staaten | 37     |
|      | Europa             | 32     |
| 3.   | Schweden           | 14     |
| 4.   | Finnland           | 12     |
| 5.   | Tschechoslowakei   | 4      |
| 6.   | BR Deutschland     | 2      |

| Rang | Position             | Anzahl |
| ---- | -------------------- | ------ |
| 1.   | Verteidiger          | 68     |
| 2.   | Center               | 43     |
| 3.   | linke Flügelstürmer  | 41     |
| 4.   | rechte Flügelstürmer | 34     |
| 5.   | Torhüter             | 25     |

| Rang | Liga                                            | Anzahl |
| ---- | ----------------------------------------------- | ------ |
| 1.   | Ontario Hockey League (OHL)                     | 60     |
| 2.   | Western Hockey League (WHL)                     | 37     |
| 3.   | Ligue de hockey junior majeur du Québec (LHJMQ) | 28     |
| 4.   | National Collegiate Athletic Association (NCAA) | 22     |
| 5.   | US High School                                  | 17     |
| 6.   | SM-liiga                                        | 12     |
| 7.   | Elitserien                                      | 9      |
| 8.   | Saskatchewan Junior Hockey League (SJHL)        | 6      |
| 9.   | Division 1                                      | 5      |
| 10.  | 1. Liga                                         | 4      |
| 11.  | Bundesliga                                      | 2      |
| 11.  | British Columbia Junior Hockey League (BCJHL)   | 2      |
| 11.  | Great Lakes Junior Hockey League (GLJHL)        | 2      |
| 11.  | Mid-Western Junior Hockey League (MWJHL)        | 2      |
| 14.  | Alberta Junior Hockey League (AJHL)             | 1      |
| 14.  | United States Hockey League (USHL)              | 1      |
| 14.  | Central Junior B Hockey League (CJBHL)          | 1      |

## Rückblick

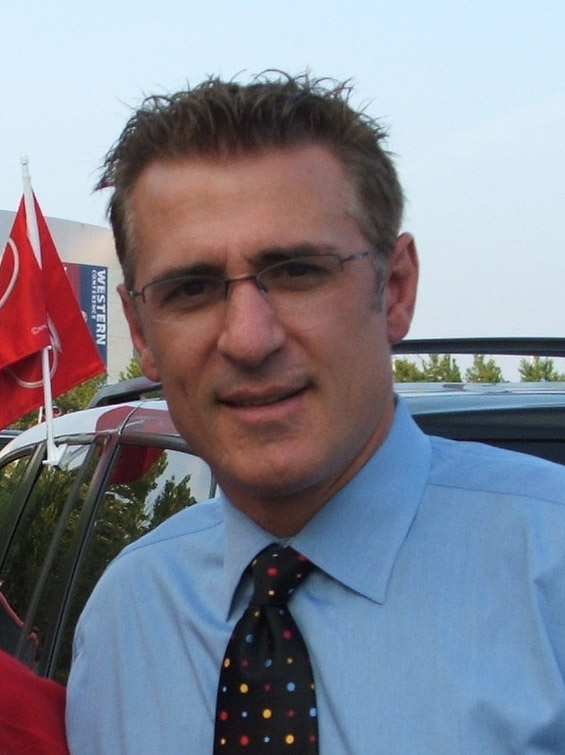
Ron Francis, statistisch bester Spieler dieses Jahrgangs

Alle Spieler dieses Draft-Jahrgangs haben ihre Profikarrieren beendet. Die Tabellen zeigen die jeweils fünf besten Akteure in den Kategorien Spiele, Tore, Vorlagen und Scorerpunkte sowie die fünf Torhüter mit den meisten Siegen in der NHL. Darüber hinaus haben 114 der 211 gewählten Spieler (ca. 54 %) mindestens eine NHL-Partie bestritten.
Abkürzungen: Sp = Spiele, T = Tore, V = Assists, Pkt = Scorerpunkte, S = Siege; Fett: Bestwert
| Pick | Spieler         | Position | Sp   | T   | V    | Pkt  |
| ---- | --------------- | -------- | ---- | --- | ---- | ---- |
| 4.   | Ron Francis     | C        | 1731 | 549 | 1249 | 1798 |
| 1.   | Dale Hawerchuk  | C        | 1188 | 518 | 891  | 1409 |
| 15.  | Al MacInnis     | D        | 1416 | 340 | 934  | 1274 |
| 40.  | Chris Chelios   | D        | 1651 | 185 | 763  | 948  |
| 3.   | Bobby Carpenter | C        | 1178 | 320 | 408  | 728  |
| 9.   | James Patrick   | D        | 1280 | 149 | 490  | 639  |
| 12.  | Tony Tanti      | LW       | 697  | 287 | 273  | 560  |

| Pick | Spieler            | Sp  | S   |
| ---- | ------------------ | --- | --- |
| 8.   | Grant Fuhr         | 868 | 403 |
| 56.  | Mike Vernon        | 677 | 271 |
| 72.  | John Vanbiesbrouck | 882 | 374 |
| 74.  | Clint Malarchuk    | 337 | 141 |
| 128. | Greg Stefan        | 299 | 115 |